# 彼得·布拉布鲁克
彼得·布拉布鲁克（英語：Peter Brabrook，1937年11月8日—2016年12月10日），英格兰前男子足球运动员，司职翼锋。他曾代表英格兰代表队参加1958年国际足联世界杯，结果队伍止步小组赛阶段。

## 榮譽
韋斯咸
- 英格蘭足總盃：1963–64[2]
- 慈善盾：1964[3]